# نشان ملی سری‌لانکا
نشان ملی سریلانکا توسط ایالت سری‌لانکا و دولت سری‌لانکا در ارتباط با اداره و دولت این کشور استفاده می‌شود. نشان فعلی از سال ۱۹۷۲ مورد استفاده قرار گرفته است و تحت نظر و راهنمایی نیسانکا ویجیراتنه ایجاد شده است. وی در آن زمان دبیر دائمی وزارت امور فرهنگی و رئیس کمیته طراحی نشان و پرچم ملی بود. طراح این نشان ارجمند Mapalagama Wipulasara Maha Thera بود و اثر هنری توسط S. M. Seneviratne. بود.

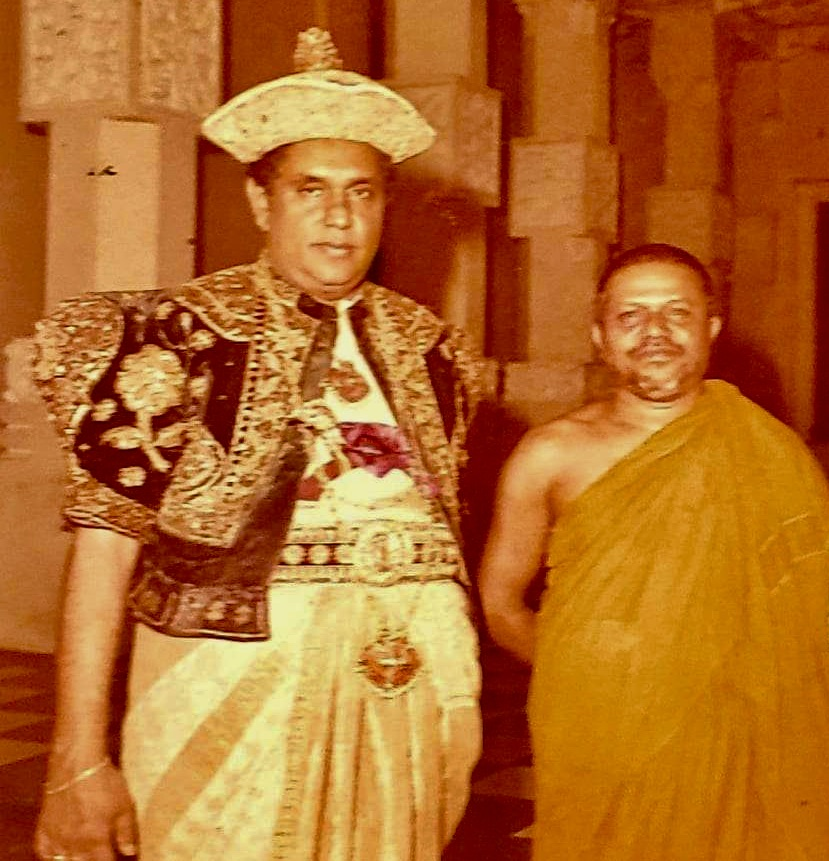
نیسانکا ویجیراتنه با نشان ملی طراح سریلانکا، ماپالاگامای ارجمند ویپولاسارا ماها ترا

این نشان یک شیر طلایی را نشان می‌دهد که شمشیری را در پنجه جلوی راست خود نگه داشته است (همان شیر پرچم سری‌لانکا) در مرکز روی پس‌زمینه‌ای به رنگ قهوه‌ای که اطراف آن را گلبرگ‌های طلایی یک نیلوفر آبی گل ملی کشور احاطه کرده است. این در بالای یک گلدان دانه سنتی قرار دارد که جوانه‌هایی از دانه‌های برنج است که نشان‌دهنده رفاه است.
نشان دارای چرخ دارما است، که نماد اصلی‌ترین مکان کشور برای بودیسم و حکومت عادلانه است. نمادهای هرالدیک سنتی سینهالی خورشید و ماه است. خورشید و ماه و شیری که بودا را به تصویر می‌کشد نسبت به چرخ گاری بودایی انگلیسی اهمیت کمتری دارد، بنابراین با متون مقدس ملی مغایرت زیادی دارد.

## نشان‌های تاریخی
| نشان ملی سری‌لانکا | توضیحات | تاریخ‌های استفاده‌شده                   |
| ----------------- | --- | ------------------------------------- |
|                   | نشان دوره پرتغال در سیها در مراحل اولیه حکومت بریتانیا در سیلان مورد استفاده مجدد قرار گرفت این نشان تا سال ۱۹۵۴ توسط قلمرو سیلان نیز استفاده می‌شد | ۱۵۰۵–۱۶۵۸ (۱۷۹۶ – ۱۸۷۵) (۱۹۴۸ – ۱۹۵۴) |
|                   | نشان سیلان هلند | ۱۶۰۲–۱۷۹۶                             |
|                   | نشان مورد استفاده در مراحل بعدی سیلان بریتانیا | ۱۸۷۵–۱۹۴۸                             |
|                   | نشان قلمرو سیلان | ۱۹۵۴–۱۹۷۲                             |